# Liste der Kulturdenkmale in Cannewitz (Grimma)
In der Liste der Kulturdenkmale in Cannewitz sind die Kulturdenkmale des Grimmaer Ortsteils Cannewitz verzeichnet, die bis Juli 2024 vom Landesamt für Denkmalpflege Sachsen erfasst wurden (ohne archäologische Kulturdenkmale). Die Anmerkungen sind zu beachten.
Diese Aufzählung ist eine Teilmenge der Liste der Kulturdenkmale in Grimma.

## Cannewitz
| Bild                                    | Bezeichnung | Lage                                  | Datierung | Beschreibung | ID       |
| --------------------------------------- | --- | ------------------------------------- | --- | --- | -------- |
| Weitere Bilder                          | Kirche mit Ausstattung und Einfriedungsmauer des Kirchhofs                                                                    | Alte Dorfstraße (Karte)               | 14. Jahrhundert (Kirchenchor); bezeichnet mit 1589 (Kirche); Anfang 17. Jahrhundert (Taufe); 1766 (Altar und Altarbild) | Im Kern gotische Saalkirche mit eingezogenem polygonalen Chor und markantem Dachreiter, bau- und ortsgeschichtlich von Bedeutung. Saalkirche, verputzter Bruchsteinbau, Chor mit dreiseitigem Schluss und Strebepfeilern, Dachreiter auf Satteldach in Biberschwanzdeckung (gelber Ziegelstein), bezeichnet mit 1589 (an Fenstergewände), Fenster barockisiert im 19. Jahrhundert. | 08973636 |
|                                         | Brauerei Cannewitz | Alte Dorfstraße 6 (Karte)             | 1887–1889 | Bestehend aus zwei Gebäuden, ortsgeschichtlich von Bedeutung. Bezeichnet mit 1887 (Ziergitter über Eingang), Umbau um 1905, Hauptbau dreigeschossiger verputzter Massivbau mit Klinkergliederung, Sockelzone mit Kunststeinfenstergewände und Sockelgesims in Kunststein, Flachdach, rückwärtige Gebäude mehrstöckig, verputzter Massivbau mit Ziegelsteingliederung, Satteldächer. | 08973640 |
| Weitere Bilder                          | Rittergut Cannewitz (Sachgesamtheit)                                                                                          | Alte Dorfstraße 21 (Karte)            | Im Kern 17. Jahrhundert (Herrenhaus); um 1900 (Wirtschaftsgebäude)                                                      | Sachgesamtheit Rittergut Cannewitz b. Grimma, mit den Einzeldenkmalen: Herrenhaus, Einfriedung und zwei Wirtschaftsgebäude (08973635) und mit den Sachgesamtheitsteilen: Gutsscheune und weiteres Wirtschaftsgebäude; Herrenhaus ein charakteristischer Renaissancebau über winkelförmigem Grundriss mit kleinem Eckturm, Wirtschaftsgebäude mit zum Teil aufwendigen Giebelgestaltungen im Stil des Historismus, von kunstgeschichtlicher und ortshistorischer Bedeutung. Das ehemalige, altschriftsässige Rittergut Cannewitz ist eine vierseitige, weiträumige Anlage, die sich am Rand des Dorfes in unmittelbarer Nachbarschaft zur Kirche befindet. Über lange Zeit war das Rittergut im Besitz von Familien des sächsischen Uradels. Zu nennen sind die Adelsgeschlechter von Starschedel und von Bünau. Den Hauptteil des Rittergutes bildet das schlossartige Herrenhaus. Es ist ein stattlicher Winkelbau mit zwei Geschossen sowie einem runden Eckturm zum Hof. Im Kern geht es auf das ausgehende 16. oder frühe 17. Jahrhundert zurück, nach einem Brand im späten 19. Jahrhundert erhielt es seine jetzige Form. Das Rittergut Cannewitz mit seinem Herrenhaus ist ein wichtiges Kulturdenkmal. Es hat eine große historische Bedeutung für den Ort und die Region. Das noch geschlossen erhaltene Gut gehört zu den ansehnlichsten Anlagen in Westsachsen. Das Herrenhaus zeigt die charakteristischen Merkmale eines sächsischen Herrensitzes. Trotz des Reichtums an Schlössern und Herrenhäusern im Freistaat ist die Anzahl von vergleichbaren Anlagen doch beschränkt, so dass es sich hier um ein Denkmal handelt, das über das Allgemeine hinausreicht und zum prägenden kulturellen Erbe des Landes zu zählen ist. Diese landesweite Bedeutung ergibt sich auch aus den Besitzern in der Vergangenheit. Sowohl die von Starschedel als auch die von Bünau waren Adelsgeschlechter, die in der Geschichte Sachsen und darüber hinaus eine wichtige politische und kulturelle Rolle spielten. | 09303752 |
| Weitere Bilder                          | Herrenhaus, Einfriedung und zwei Wirtschaftsgebäude eines ehemaligen Rittergutes (Einzeldenkmale der Sachgesamtheit 09303752) | Alte Dorfstraße 21 (Karte)            | Im Kern 17. Jahrhundert (Herrenhaus); um 1900 (Wirtschaftsgebäude)                                                      | Einzeldenkmale der Sachgesamtheit Rittergut Cannewitz; Herrenhaus ein charakteristischer Renaissancebau über winkelförmigem Grundriss mit kleinem Eckturm, Wirtschaftsgebäude mit zum Teil aufwendigen Giebelgestaltungen im Stil des Historismus, von kunstgeschichtlicher und ortshistorischer Bedeutung. - Herrenhaus: zweigeschossiger Winkelbau, verputzter Massivbau, steiles Satteldach mit Gauben, Kranzgesims, Eckturm mit Haube, Fenstergewände in Porphyrtuff, Altan und Portal in Porphyrtuff, Eckquaderung in porphyrtuffimitierendem Putz (Kunststein) - Wirtschaftsgebäude: zweigeschossig, Bruchstein-Ziegelstein-Mischmauerwerk, Fenstergewände in Kunststein (im Obergeschoss nur die Sohlbänke in Kunststein), Toreinfahrt durch Giebel in reicher Gliederung betont, originale Putzgliederung, originales Ziergittertor, Walmdach, zum Hof zwei Risalite, mit Neorenaissance-Zwerchgiebeln - große Scheune: dreigeschossiger Massivbau, originale Putzgliederung, Seitengebäude: zweigeschossig, Bruchsteinsockel, Ziegelsteinsockelgesims, originale Putzgliederung, Sohlbänke der Fenster in Kunststein, originale Putzgliederung, Satteldach, reiche Giebelausbildung | 08973635 |
| Direkt Bild zu diesem Denkmal hochladen | Kriegerdenkmal für die Gefallenen des Ersten Weltkrieges, mit Einfriedung                                                     | Alte Dorfstraße 27 (neben) (Karte)    | Um 1920 | Von ortshistorischer Bedeutung. - Kriegerdenkmal: Granitmonolith, Inschrift „Unseren lieben Gefallenen“ „1914 1918“ „Vergiss, mein Volk, die teuren Toten nicht“, Namen der Toten von Cannewitz, Denkwitz, Löbschütz, Serka und Thümmlitz - Einfriedung: Bruchsteinmauer mit eisernem Zaun | 08973638 |
| Direkt Bild zu diesem Denkmal hochladen | Grabmale (darunter Erbbegräbnis Schubert), Einfriedung und Toranlage des Friedhofs                                            | Am Fischerplatz 6 (gegenüber) (Karte) | 19. Jahrhundert | Von ortshistorischer Bedeutung. - Erbbegräbnis Hörig (gest. 1964) um 1910 - Erbbegräbnis Schubert 19. Jahrhundert (Wilh. Ferd. Schubert, Rittergutsbes. zu Cannewitz gest. 1883) - spätklassizistischer Grabstein (Inschrift verwittert, um 1870) - Einfriedung: Bruchstein, Torpfeiler mit Sandsteinabdeckungen | 08973639 |
| Direkt Bild zu diesem Denkmal hochladen | Ehemaliges Pfarrhaus, Seitengebäude und Einfriedung eines Pfarrhofes                                                          | Schäferweg 7 (Karte)                  | Mitte 19. Jahrhundert                                                                                                   | Gebäude mit einfacher Putzgliederung, in ausgezeichnetem Originalzustand, von ortshistorischer Bedeutung. - Pfarrhaus: zweigeschossiger verputzter Massivbau, originale einfache Putzgliederung, Türgewände in Sandstein, originale Tür, originale Fenster, Sohlbänke der Erdgeschossfenster in Sandstein, Satteldach mit Fledermausgauben und Biberschwanzdeckung - Seitengebäude: eingeschossig verputzter Massivbau, Satteldach - Einfriedung: verputzte Bruchsteinmauer | 08973637 |

## Tabellenlegende
- Bild: Bild des Kulturdenkmals, ggf. zusätzlich mit einem Link zu weiteren Fotos des Kulturdenkmals im Medienarchiv Wikimedia Commons. Wenn man auf das Kamerasymbol klickt, können Fotos zu Kulturdenkmalen aus dieser Liste hochgeladen werden:
- Bezeichnung: Denkmalgeschützte Objekte und ggf. Bauwerksname des Kulturdenkmals
- Lage: Straßenname und Hausnummer oder Flurstücknummer des Kulturdenkmals. Die Grundsortierung der Liste erfolgt nach dieser Adresse. Der Link (Karte) führt zu verschiedenen Kartendiensten mit der Position des Kulturdenkmals. Fehlt dieser Link, wurden die Koordinaten noch nicht eingetragen. Sind diese bekannt, können sie über ein Tool mit einer Kartenansicht einfach nachgetragen werden. In dieser Kartenansicht sind Kulturdenkmale ohne Koordinaten mit einem roten bzw. orangen Marker dargestellt und können durch Verschieben auf die richtige Position in der Karte mit Koordinaten versehen werden. Kulturdenkmale ohne Bild sind an einem blauen bzw. roten Marker erkennbar.
- Datierung: Baubeginn, Fertigstellung, Datum der Erstnennung oder grobe zeitliche Einordnung entsprechend des Eintrags in der sächsischen Denkmaldatenbank
- Beschreibung: Kurzcharakteristik des Kulturdenkmals entsprechend des Eintrags in der sächsischen Denkmaldatenbank, ggf. ergänzt durch die dort nur selten veröffentlichten Erfassungstexte oder zusätzliche Informationen
- ID: Vom Landesamt für Denkmalpflege Sachsen vergebene, das Kulturdenkmal eindeutig identifizierende Objekt-Nummer. Der Link führt zum PDF-Denkmaldokument des Landesamtes für Denkmalpflege Sachsen. Bei ehemaligen Kulturdenkmalen können die Objektnummern unbekannt sein und deshalb fehlen bzw. die Links von aus der Datenbank entfernten Objektnummern ins Leere führen. Ein ggf. vorhandenes Icon  führt zu den Angaben des Kulturdenkmals bei Wikidata.